# Амурска област
Амурска област е субект в състава на Руската федерация и е част е от Далекоизточния федерален окръг и Далекоизточния икономически район
. Площ 361 908 km² (13-о място по големина в Руската Федерация, 2,11% от нейната територия). Население на 1 януари 2017 г. 801 752 души (62-ро място в Руската Федерация, 0,55% от цялото население). Административен център град Благовещенск. Разстояние от Москва до Благовещенск 7985 km.

## Историческа справка
Първото постоянно руско селище в региона е станица Уст Зейска, която през 1858 г. е призната за град под името Благовещенск. Областта е образувана на 20 октомври 1932 г. в пределите на Хабаровски край, а от 2 август 1948 г. е самостоятелна област в състава на Русия.

## Географска характеристика
Амурска област се намира в югоизточната част на Азиатска Русия, в югозападната периферия на Далечния Изток. На запад граничи със Забайкалски край, на север – с Република Якутия, на изток – с Хабаровски край, на югоизток – с Еврейска автономна област и на юг и югозапад – с Китай. В тези си граници заема площ от 361 908 km² (13-о място по големина в Руската Федерация, 2,11% от нейната територия).
Над 60% от територията на областта е заета от планински хребети. На северозапад са разположени хребетите: Южен и Северен Дириндински, Челбаус, Чернишов, Джелтулински Становик (до 1582 m). От запад на изток се простират веригите на хребетите: Янкан, Тукурингра, Соктахан, Джагди във височини до 1400 – 1600 m. На север по цялото протежение на границата с Република Якутия се извисява мощната Станова планинска верига (Станов хребет) с връх Скалисти Голец 2412 m, най-високата точка на областта. На изток са хребетите: Джугдир, Селемджински, Ям-Алин, Езоп, Турана. Останалите 40% от територията на Амурска област са заети от равнини. Между реките Амур на юг, Зея на запад, Селемджа на север и хребета Турана на изток е разположена обширната Зейско-Бурейнска равнина. Северозападно от нея е равното Амурско-Зейско плато, а в северната част, южно от Становата планинска верига – Верхнезейската равнина.
Големи находища на злато се намират в горните течения на реките Зея и Селемджа (Зейско-Уркански район, Нижнеселемджински, Верхни Мин и др.). Открити са големи находища на кафяви и каменни въглища (Райчихинско, Ерковецко и Свободное находища), желязна руда (Гаринско находище), кварцови пясъци, каолин (Чалганско находище), варовици (Чагоянско находище), глини, туфи, кварцити.
Областта лежи в умерения климатичен пояс и има мусонен климат. Зимата е студена, суха, малоснежна, слънчева. Средната януарска температура се колебае от -24,3 °C на юг, до -32,8 °C на север. Валежите са оскъдни, а дебелината на снежната покривка от 20 см на юг до 35 – 40 см на север. На юг лятото е горещо и дъждовно. Средна юлска температура от 21,4 °C на юг до 17,6 °C на север. Годишната сума на валежите намалява от 800 – 900 mm на изток до 456 mm на запад. Вегетационния период е от 126 денонощия на север до 171 денонощия на юг.
Речната мрежа на Амурска област е представена от 43 964 реки (с дължина над 1 km) с обща дължина 188 919 km и принадлежи към два основни водосборни басейна: Охотско море на Тихия океан и море Лаптеви на Северния Ледовит океан. Около 80% от територията на областта принадлежи към водосборния басейн на Охотско море, като най-голямата река е Амур (1246 km в пределите на областта) протичаща с част от горното си течение по границата с Китай. Отляво в Амур се вливат реките: Олдой, Зея (с протоците си Ток, Брянта, Гилюй, Уркан, Арги, Деп, Селемджа, Том), Бурея, Архара. На североизток към басейна на Охотско море се отнася река Мая, ляв приток на Уда. На северозапад протича горното течение на река Ольокма (десен приток на Лена, от басейна на море Лаптеви) с големия си приток Нюкжа. В западните, северните и източните планински части на областта речната система е много по-добре развита, а в южната равнинна част – много по-слабо. Подхранването на реките в областта е предимно дъждовно, а в южната част – предимно подземно. Водният режим се характеризира със слабо изразено, разтегнато във времето пролетно пълноводие, с високи епизодични лятно-есенни прииждания в резултат на поройни дъждове, които предизвикват катастрофални наводнения и ясно изразено зимно маловодие. Реките в областта замръзват в края на октомври или началото на ноември, а се размразяват в края на април.
На територията на областта има над 25,4 хил. естествени и изкуствени езера, с обща площ около 3 хил.km2, като само 20 от тях са с площ над 1 km2. Основните видове езера са: крайречни по долините на големите реки, ледникови на север и тектонски в планинските райони. Най-големите изкуствени водоеми са Зейското (на река Зея) и Бурейнското (на река Бурея) водохранилища. Блатата заемат 13,25% от територията на областта с обща площ 47 941 km2.
Преобладават кафявите горски почви, като значителна част от тях са оподзелини. На юг се срещат и черноземни почви. В Амурска област са представени подзоната на тайгата и смесените гори и заемат 65% от нейната територия. В тайгата господстват лиственицата, смесена с бор, а на изток доминират аянския смърч и белокората ела. В подзоната на смесените гори преобладават монголския дъб, бора, даурската лиственица, а на изток – корейски кедър и амурски клен. В планините виреят кедров клек и типична планинска тундра. Запасите от дървен материал се оценяват на 2,3 млрд.m3.

## Население
В Амурска област живеят 805 689 души към 2016 г., а на 1 януари 2017 г. 801 752 души (62-ро място в Руската Федерация, 0,55% от цялото население).
| Благовешченск | 224 335 | Райчихинск      | 17 783 | Сковородино  | 9311 | Ивановка       | 6410 |
| Белогорск     | 66 832  | Завитинск       | 10 830 | Архара       | 8965 | Циолковски     | 6328 |
| Свободни      | 54 536  | Прогрес         | 10 215 | Чигири       | 8379 | Константиновка | 5383 |
| Тинда         | 33 450  | Магдагачи       | 10 122 | Новобурейски | 7583 | Возжаевка      | 5121 |
| Зея           | 23 734  | Серишево        | 9958   | Тамбовка     | 7522 |                |      |
| Шимановск     | 18 810  | Екатеринославка | 9350   | Поярково     | 6985 |                |      |

### Етнически състав
Според преброяването от 2010 г. в областта живеят:
| руснаци (93.43%) украинци (2.00%) беларуси (0.50%) арменци (0.48%) татари (0.41%) азербайджанци (0.34%) корейци (0.21%) други (2.63%) |

## Административно-териториално деление
В административно-териториално отношение Амурска област се дели на 9 областни градски окръга, 20 муниципални района, 10 града, в т.ч. 7 града с областно подчинение (Белогорск, Благовещенск, Зея, Райчихинск, Свободни, Тинда и Шимановск), 2 града с районно подчинение и 1 град с особен статут и 15 селища от градски тип.
| Административна единица | Площ (km2) | Население (2017 г.) | Административен център | Население (2017 г.) | Разстояние до Благовещенск (в km) | Други градове и сгт с районно подчинение |
| ----------------------- | ---------- | ------------------- | ---------------------- | ------------------- | --------------------------------- | ---------------------------------------- |
| Областни градски окръзи |            |                     |                        |                     |                                   |                                          |
| 1. Белогорск            | 136        | 66 917              | гр. Белогорск          | 66 445              | 108                               |                                          |
| 2. Благовещенск         | 321        | 229 753             | гр. Благовещенск       | 224 419             |                                   |                                          |
| 3. Зея                  | 45         | 23 505              | гр. Зея                | 23 505              | 532                               |                                          |
| 4. Прогрес              | 101        | 12 006              | сгт Прогрес            | 10 078              | 178                               |                                          |
| 5. Райчихинск           | 226        | 20 271              | гр. Райчихинск         | 17 590              | 165                               |                                          |
| 6. Свободни             | 225        | 54 156              | гр. Свободни           | 54 156              | 167                               |                                          |
| 7. Тинда                | 124        | 33 189              | гр. Тинда              | 33 189              | 839                               |                                          |
| 8. Шимановск            | 50         | 18 706              | гр. Шимановск          | 18 706              | 251                               |                                          |
| 9. Циолковски           | 63         | 6526                | гр. Циолковски         | 6526                | 212                               | Новорайчихинск                           |
| Муниципални райони      |            |                     |                        |                     |                                   |                                          |
| 1. Архарински           | 14 359     | 14 834              | сгтн Архара            | 8842                | 323                               |                                          |
| 2. Белогорски           | 2591       | 17 935              | гр. Белогорск          |                     | 108                               |                                          |
| 3. Благовещенски        | 2984       | 25 960              | гр. Благовещенск       |                     |                                   |                                          |
| 4. Бурейски             | 7095       | 20 680              | сгт Новобурейски       | 7040                | 272                               | Бурея, Талакан                           |
| 5. Завитински           | 3300       | 14 476              | гр. Завитинск          | 10 743              | 227                               |                                          |
| 6. Зейски               | 87 486     | 15 060              | гр. Зея                |                     | 532                               |                                          |
| 7. Ивановски            | 2655       | 23 891              | с. Иваново             | 6360                | 35                                |                                          |
| 8. Константиновски      | 1816       | 12 488              | с. Константиновка      | 5335                | 104                               |                                          |
| 9. Магдагачински        | 16 667     | 20 340              | сгт Магдагачи          | 10 070              | 481                               | Сиваки, Ушумун                           |
| 10. Мазановски          | 28 316     | 13 386              | с. Новокиевски Увал    | 3956                | 245                               |                                          |
| 11. Михайловски         | 3039       | 13 948              | с. Поярково            | 6950                | 159                               |                                          |
| 12. Октябърски          | 3381       | 18 273              | с. Екатеринославка     | 8383                | 186                               |                                          |
| 13. Ромненски           | 10 066     | 8290                | с. Ромни               | 2887                | 194                               |                                          |
| 14. Свободненски        | 7318       | 14 285              | гр. Свободни           |                     | 167                               |                                          |
| 15. Селемджински        | 46 700     | 10 396              | сгт Екимчан            | 1034                | 655                               | Токур, Февралск                          |
| 16. Серишевски          | 3805       | 24 503              | сгт Серишево           | 9855                | 129                               |                                          |
| 17. Сковородински       | 20 509     | 27 324              | гр. Сковородино        | 9283                | 669                               | Ерофей Павлович, Уруша                   |
| 18. Тамбовски           | 2539       | 21 560              | с. Тамбовка            | 7374                | 42                                |                                          |
| 19. Тиндински           | 83 285     | 13 730              | гр. Тинда              |                     | 839                               |                                          |
| 20. Шимановски          | 14 600     | 5364                | гр. Шимановск          |                     | 251                               |                                          |

## Губернатори
- 1991 г. - Алберт Кривченко
- 1993 г. - Александър Сурат
- 1993 г. - Владимир Полеванов
- 1994 г. - Владимир Дяченко
- 1996 г. - Юрий Ляшко
- 1997 г. - Анатолий Белоногов
- 2001 г. - Леонид Коротков
- 2007 г. - Николай Колесов
- 2008 г. - Олег Кожемяко
- 2015 г. - Александър Козлов
- 2018 г. - Василий Орлов

## Стопанство
Развити са металургията, машиностроенето, дърводобив и дървообработване, хранително-вкусова промишленост.
В селското стопанство е развито земеделието (зърнени култури) и животновъдството (за месо и мляко). В северната част на областта е развито еленовъдството и отглеждането на диви животни, а в горските райони – добивът на ценни кожи.
| хиляди хектара | 1486 | 1623,5 | 1082,1 | 659,5 | 576,4 | 790,3 | 1165,1 |

На територията на Амурска област се намира космодрум Свободни.